# (2926) Caldeira
Pour les articles homonymes, voir Caldeira (homonymie).
(2926) Caldeira est un astéroïde de la ceinture principale.

## Description
(2926) Caldeira est un astéroïde de la ceinture principale. Il fut découvert le 22 mai 1980 à La Silla par Henri Debehogne. Il présente une orbite caractérisée par un demi-grand axe de 2,27 UA, une excentricité de 0,12 et une inclinaison de 3,5° par rapport à l'écliptique.

## Compléments